# Hôtel-Dieu de Lons-le-Saunier
Pour les articles homonymes, voir Hôtel-Dieu.
L'hôtel-Dieu de Lons-le-Saunier est un ancien hôpital du XVIIIe siècle de style classique de Lons-le-Saunier dans le Jura en Franche-Comté.

## Historique
Cet hôtel-Dieu, doté d'une apothicairerie (qui a conservé à ce jour tous ses ustensiles d'origine) et d'un grand escalier remarquable est construit entre 1735 à 1745 par l’architecte Jean-Pierre Galezot. Originaire de Besançon, il s’inspire de l’hôpital Saint-Jacques de Besançon pour son œuvre. L'horloge fut fabriquée par l'entreprise perrignoise de Lucien Terraillon. 

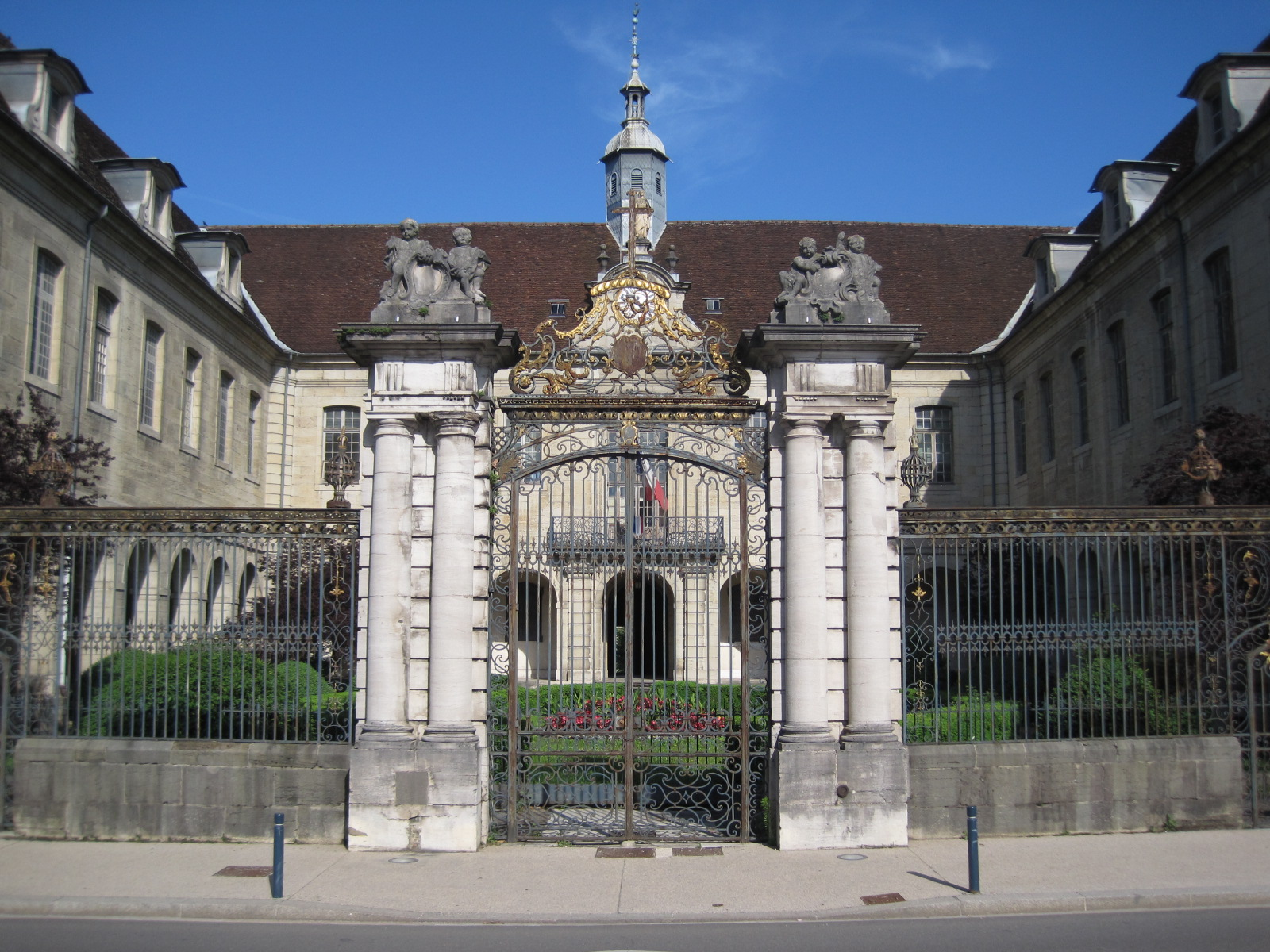
Grille en fer forgé
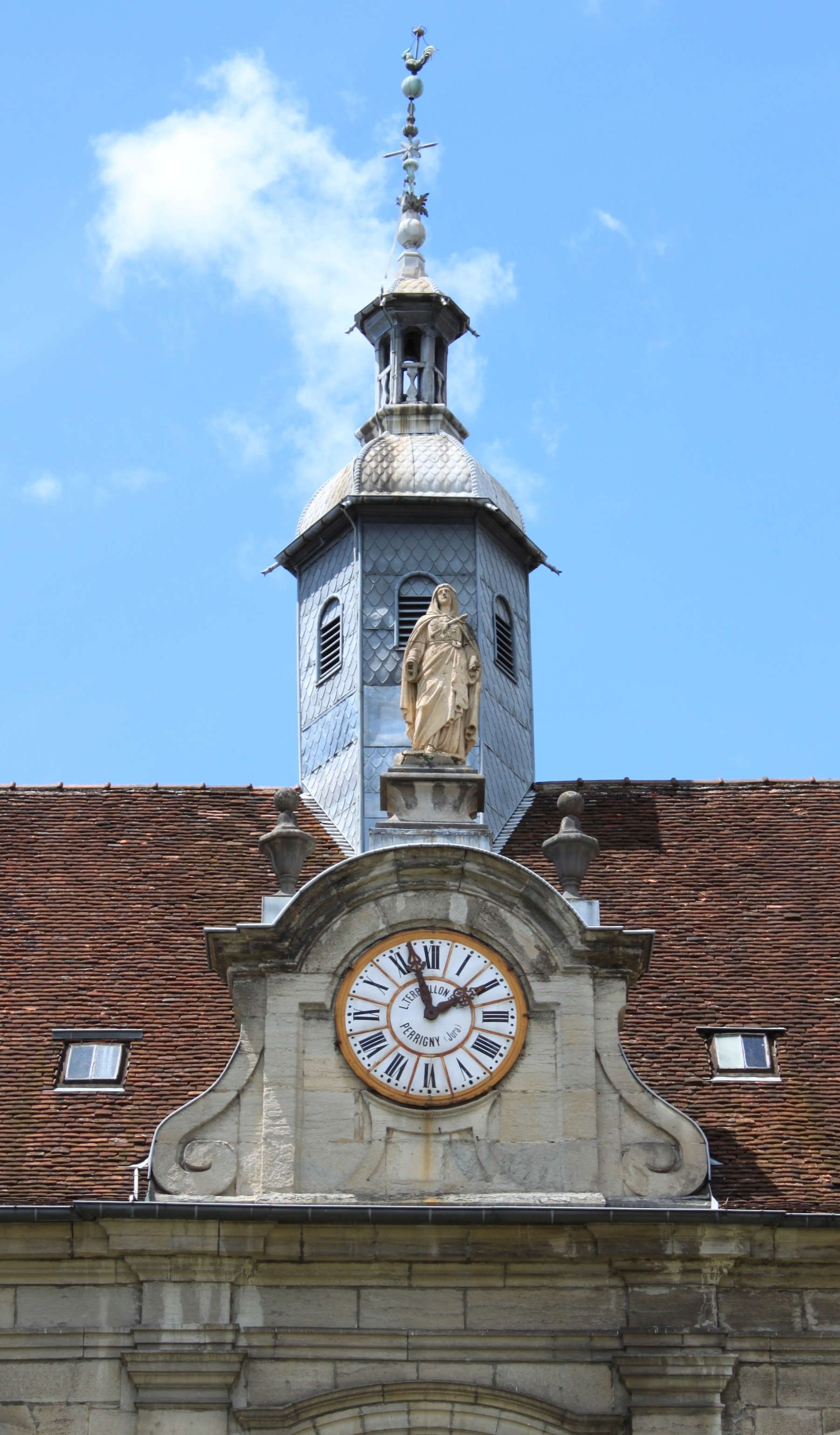
Horloge de clocher

Vers 1778 la cour d’honneur est fermée par une remarquable grille en fer forgé classée aux monuments historiques depuis le 26 août 1891.
Les bâtiments du XVIIIe siècle sont classés aux monuments historiques depuis le 11 mars 2003 alors les bâtiments d'aile du XIXe siècle sont inscrits depuis le 12 mai 1999.
Depuis le XIXe siècle l'hôtel-Dieu est remplacé par le centre hospitalier de Lons-le-Saunier.
Pendant la Première Guerre Mondiale (1914-1918), l'hôtel-Dieu a servi d'hôpital pour les soldats blessés aux combats. Il était tenu par des sœurs.